# Мария II Стюарт
Вижте пояснителната страница за други личности с името Мария.
Мария II Стюарт или Мери II Стюарт (* 30 април 1662; † 28 декември 1694) е кралица на Англия и Ирландия от 13 февруари 1689, и на Шотландия (като Мери II) от 11 април 1689 г. до смъртта си.
Протестантка по вяра, Мария II се възкачва на английския престол заедно със своя братовчед и съпруг Вилхелм Орански след Славната революция в Англия, която детронира баща ѝ, католика Джеймс II. Мария II управлява кралството заедно със съпруга си, на когото тя прехвърля по-голямата част от задълженията си на монарх и който остава едноличен владетел след смъртта ѝ. Въпреки това, когато кралят е зает с някоя от многобройните си военни кампании зад граница, кралица Мария II упражнява властта си сама, проявявайки се като властен и неотстъпчив монарх. Кралицата проявява изключителна активност в църковните дела на Англиканската църква, на която приживе тя остава единствен върховен глава. В историята това съвместно царуване е отбелязано като царуването на Уилям и Мери.

## Произход и ранни години
Мария II е родена на 30 април 1662 г. в лондонския дворец Сейнт Джеймс като най-голямо дете на Джеймс, херцог на Йорк (бъдещия крал Джеймс II) и съпругата му лейди Ан Хайд. Бащата на Мария е брат на крал Чарлз II, а майка ѝ е дъщеря на един от най-близките му съветници. Въпреки че родителите на Мария имат още 11 деца, до зряла възраст оцеляват само тя и по-малката ѝ сестра Анна, по-късно кралица.
Херцогът на Йорк приема католицизма през 1668 или 1669 г., но Мария и сестра ѝ запазват протестантското си вероизповедание, вероятно по настояване на царстващия им чичо. През 1671 г. умира лейди Ан Хайд, а през 1673 г. херцогът на Йорк се жени повторно за католичката Мария-Беатрис д'Есте (Мария ди Модена).
На 15 Мария е сгодена за щатхалтера на Холандия, Вилхелм Орански, който е протестант и е първи братовчед на Мария от леля ѝ Мария-Хенриета Стюарт. Първоначално на планирания брак се противопоставя крал Чарлз II, който смята, че племенницата му би трябвало да се омъжи за престолонаследника на Франция, дофина Луи. По-късно обаче кралят приема под натиска на Парламента. Мария Стюарт и Вилхелм Орански се женят на 4 ноември 1677 г., след което двамата заминават в Холандия.
Въпреки че е вярна на съпруга си, в брака на Мария преобладават горчивите моменти. След три бременности на Мария двойката продължава да е бездетна, а безплодието се оказва най-големият източник на нещастие в брака им. Енергичната и отзивчива натура на Мария я прави изключително популярна сред холандците, но съпругът ѝ често е студен и отчужден, тъй като поддържа връзки с други жени.

## Славната Революция
След смъртта на бездетния английски крал Чарлз II през 1685 г. на престола в Лондон се възкачва бащата на Мария – йоркският херцог Джеймс, коронован като крал Джеймс II Английски и VII Шотландски. Джеймс II обаче е католик, което разбунва духовете в протестантска Англия. Английският парламент не успява да предотврати възкачването му на престола въпреки ожесточените си усилия. Джеймс II не предприема големи преследвания на протестанти, дори и спрямо пуританите, но такива все пак има и дори най-малката репресия на новия крал се посреща с широко възмущение.
През 1688 г. Джеймс II се сдобива със син, когото кръщава като католик, което изчерпва търпението на парламента и той предлага на холандския щатхалтер Уилям III (Вилхелм) Орански и съпругата му Мария да свалят Джеймс II и да заемат английския престол. Парламентът възлага големи надежди на дъщерята Мария, която е най-близкият престолонаследник с протестантско вероизповедание, а освен това е и женена за протестант. Адмирал Ръсел, който заминава за Холандия като парламентьор, заявява, че англичаните няма дълго да чакат и ако Вилхелм и Мария откажат, ще намерят други кандидати. Все пак Вилхелм Орански се колебае, тъй като няма смелост да наруши всички династични правила и да посегне към трона на един съвсем законен крал, който освен това си има и съвсем законен мъжки наследник. Освен това Вилхелм се страхува, че ставайки кралица на Англия, съпругата му ще получи по-голяма политическа власт от него самия. Мария обаче заявява, че не се интересува от политика, а и англичаните отвръщат, че те не могат да търпят католик на трона и по тази причина властта трябва да мине към дъщерите на Джеймс II от първия му брак – Мария или сестра ѝ Анна.
Когато френският крал Луи XIV напада град Пфалц и започва Деветгодишната война, Вилхелм и Мария вземат решение. На 5 ноември холандският флот дебаркира в залива Торбей в Корнуол, а оттам холандската армия на Уилям и Мария тръгва към Лондон. Изпратената насреща ѝ армия начело с херцог Марлборо минава на тяхна страна. Крал Джеймс II бяга във Франция, а на Коледа през 1688 г. Вилхелм Орански влиза в столицата и е назначен за регент на вакантния престол. Така първата част на Славната революция приключва.

## Управление
Вилхелм Орански се споразумява с депутатите да запазят законодателната власт, а той и съпругата му да вземат изпълнителната, за да може да води война с Франция – основната му цел. През декември 1688 г. е публикуван Закон за правата (на английски: Bill of rights), който обявява Джеймс за свален и предава властта в ръцете на Мария и съпруга ѝ Вилхелм Орански – единствен случай на двама пълновластни монарси на Англия. За техен наследник, ако нямат деца, е определена втората сестра Анна. Освен това законът забранява монархът да е католик и ограничава най-основните му права. По този начин депутатите претендират, че възстановяват традиционната конституция (устройство) на кралството, която е била нарушена от кралския абсолютизъм. Серия други закони (за толерантността, за кралските разходи, за наследството) определят отношенията между водещите институции в държавата. На 11 март 1689 г. кралската двойка е коронясана официално.
От 1690 г. насетне Вилхелм постоянно отсъства, зает в множество военни кампании извън страната. През това време Мария II управлява самостоятелно. Кралицата управлява с твърда ръка: тя заповядва арестуването на вуйчо си Хенри Хайд по обвинение в заговор за връщането на Джеймс II на власт, а по същото обвинение тя низвергва и затваря Джон Чърчил, граф Марлборо, което влошава отношенията на кралицата със сестра ѝ Анна, която се намира в близки отношения със съпругата на Чърчил. Въпреки честите отсъствия на Вилхелм, Мария, съгласно Закона за правата, избягва да се меси в управлението на Англия, когато съпругът ѝ е в Лондон.
Мария II Стюарт умира от едра шарка на 28 декември 1694 г. в Кенсингтънския дворец. Погребана е в Уестминстърското абатство.